# 清水とおる
清水 とおる（しみず とおる、1964年1月13日 - ）は北海道江差町出身の気象予報士。第1回気象予報士試験（1994年）合格者の1人で、1996年以降は朝日放送テレビ（ABCテレビ）・朝日放送ラジオ（ABCラジオ）の天気予報を主に担当している。

## 来歴
北海道中標津高等学校の出身で、気象庁の職員を経てウェザーニューズへ入社。1996年にウェザーニューズの大阪支社へ赴任したことを機に、同社と契約している朝日放送（テレビ・ラジオ兼営体制時代の旧法人）の天気予報関連業務へ携わるようになった。後にウェザーニューズを退社したものの、朝日放送テレビ・ラジオの天気予報には、一部の曜日・時間帯にフリーランスの立場で出演を続けている。
朝日放送（テレビ）が平日の夕方に放送している関西ローカル向けの報道・情報番組では、『ABC NEWSゆう』の放送を開始した2000年10月から気象キャスターを務めていた。2009年4月からは、上記の番組に加えて、朝日放送（ラジオ）の『おはようパーソナリティ』（平日早朝の生ワイド番組）シリーズで午前7時台の天気予報も担当。この時期にフリーランスの気象予報士へ転身していたことも相まって、平日には、早朝（7時台）から夕方（18時台）まで朝日放送テレビ・ラジオの複数の生放送番組にレギュラーで出演するようになった。その一方で、朝日放送（ラジオ）では、2009年度の下半期に『たぶん晴れます!?清水です』という収録番組のパーソナリティも任されていた。
平日の夕方には2022年4月から『news おかえり』の気象キャスターを担当していたが、2024年の誕生日で還暦（60歳）に達したことを機に、同年3月29日（金曜日）放送分をもって担当を勇退。『NEWSゆう』の初回から23年半にわたって続けてきた当該時間帯の報道・情報番組へのレギュラー出演にも、この日で終止符を打った。
但し、ABCラジオが平日の午前中に生ワイド番組内で放送している天気予報については、2024年の4月以降も担当を継続。同じくABCテレビでも、月 - 水曜日午前11時台（『ANNニュース』直前）の『ABC天気予報』に限って出演を続けている。
特技はトランペットの演奏で、中標津高校への在学中には吹奏楽部で活動。朝日放送テレビで平日の夕方に『キャスト』の気象キャスターを務めていた時期には、2019年4月から番組内の天気予報に「清水とおるの必殺!予報人」というタイトルが付いたことを受けて、天気予報を伝えるかたわら玩具のトランペットで『必殺仕事人』（朝日放送テレビが朝日放送の旧法人時代から制作している時代劇シリーズ）のテーマソングのファンファーレを演奏していた。また、2022年に『さあやろう!ABCラジオ吹奏楽部です』（「さあや」こと朝日放送テレビアナウンサーの桂紗綾がパーソナリティを務める収録番組の5月1日放送分）のゲストへ招かれたことがきっかけで、翌2023年には「ブラス・ジャンボリー in ABCホール 2023」（同番組の公開録音を兼ねた吹奏楽のイベント）でも演奏を披露している。

## 現在の出演番組
- ABC天気予報（ABCテレビ）※月 - 水曜日の午前11時台に担当
- ABC天気予報（ABCラジオ）
  - 月 - 木曜日
    - 午前7時台の後半（『おはようパーソナリティ小縣裕介です』内）
    - 午前9時台（『ドッキリ!ハッキリ!三代澤康司です』内）

  - 金曜日
    - 午前7時台の後半（『おはようパーソナリティ古川昌希です』内）
    - 午前9時台（『きっちり!まったり!桂吉弥です』内）

## 過去の出演番組
- ワイドABCDE～す（ABCテレビ）
- おはようパーソナリティ道上洋三です（ABCラジオ、月曜-金曜）
- トヨタ街かどお天気交差点（ABCラジオ、木曜）
- 「ABCパワフルアフタヌーン」レーベル番組内の天気予報（ABCラジオ、月 - 水曜14時台）
- KSBスーパーJチャンネル（瀬戸内海放送、金曜）
- たぶん晴れます!?清水です（ABCラジオ、2009年10月-2010年4月）※メインパーソナリティとして出演
- 清水とおるの日曜歳時記（ABCラジオ、パーソナリティ）

以下はいずれも、ABCテレビにおける平日夕方の関西ローカル向け報道・情報番組。
- ABC NEWSゆう（月 - 水曜）
- ムーブ!（月 - 木曜）
- NEWSゆう+（ABCテレビ、月 - 水曜 → 月 - 金曜）※2009年10月から出演曜日を増加
- キャスト（月 - 金曜）
- news おかえり（月 - 金曜）※2024年3月29日まで出演